# Gari (Swerdlowsk)
Gari (russisch Га́ри) ist eine Siedlung städtischen Typs in der Oblast Swerdlowsk in Russland mit 2472 Einwohnern (Stand 14. Oktober 2010).

## Geographie
Der Ort liegt gut 300 km Luftlinie nordnordöstlich des Oblastverwaltungszentrums Jekaterinburg im westlichen Teil des Westsibirischen Tieflands. Er befindet sich am rechten Ufer der Soswa, etwa 12 km oberhalb ihres Zusammenflusses mit der Loswa zur Tawda.
Gari ist Verwaltungszentrum des Stadtkreises Gari, zu dem insgesamt 41 Dörfer und ländliche Siedlungen gehören. Die Siedlung ist gemeindefrei, da es die entsprechende Verwaltungsebene (hier Stadtgemeinde/gorodskoje posselenije), wie in Russland in Stadtkreisen üblich, nicht gibt.

## Geschichte
Der Ort wurde 1623 auf Anweisung des Wojewoden von Pelym als Garinskaja Sloboda gegründet. Die intensivere Besiedlung des Gebietes begann nach der Niederschlagung des Pugatschow-Aufstandes 1775 durch Verbannte. Als Dorf wurde der Ort dann zunächst Garinskoje genannt, später verkürzt zur heutigen Form.
Am 27. Februar 1924 wurde Gari Verwaltungssitz eines nach ihm benannten, aus dem vormaligen Ujesd Werchoturje ausgegliederten Rajons. Seit 1968 besitzt Gari den Status einer Siedlung städtischen Typs. Der Rajon wurde zum 1. Januar 2006 in einen Stadtkreis umgewandelt.

### Bevölkerungsentwicklung
| Jahr | Einwohner |
| ---- | --------- |
| 1939 | 1599      |
| 1959 | 4038      |
| 1970 | 4455      |
| 1979 | 5085      |
| 1989 | 5220      |
| 2002 | 4673      |
| 2010 | 2472      |

Anmerkung: Volkszählungsdaten

## Verkehr
Gari ist Endpunkt der 160 km langen Regionalstraße 65K-2304 von Serow über Soswa, wo sich etwa 40 km südwestlich die nächstgelegene Bahnstation an der Strecke Serow – Alapajewsk befindet. In südöstlicher Richtung führt die gut 200 km lange 65K-1003 in das benachbarte Rajonverwaltungszentrum Tabory.
Die letzten Abschnitte eines ausgedehnten schmalspurigen Waldbahnnetzes mit Ausgangspunkt bei Soswa, das in der Mitte des 20. Jahrhunderts entstand und auch Gari berührte, wurden in den 2000er-Jahren stillgelegt. Am östlichen Ortsrand befindet sich ein kleiner Regionalflughafen.